# Palmella cylindrospora
Palmella cylindrospora là một loài Song tinh tảo trong họ Mesotaeniaceae, thuộc chi Palmella.